# А нам допоможе робот...
«А нам допоможе робот...» — анімаційний фільм 1975 року Творчого об'єднання художньої мультиплікації студії Київнаукфільм, режисер — Леонід Зарубін.

## Сюжет
Двоє школярів вирішили посісти перше місце по збору макулатури у школі, однак вони не хотіли трудитися самі і вирішили у своїх цілях задіяти шкільного робота. Здавалось б шкільна слава їм гарантована, але хлопці не врахували того, що інтелект робота не настільки гнучкий як людський і він сприймає поставлену перед ним задачу з машинним завзяттям.

## Над мультфільмом працювали
- Автор сценарію: Володимир Капустян
- Режисер: Леонід Зарубін
- Художник-постановник: О. Охрімець
- Композитор: Олександр Канерштейн
- Оператор: Тамара Федяніна
- Звукооператор: Ігор Погон
- Ляльководи: Елеонора Лисицька, Жан Таран, А. Трифонов
- Ляльки та декорації виготовили: Я. Горбаченко, Вадим Гахун, Анатолій Радченко, В. Яковенко
- Редактор: Світлана Куценко
- Директор картини: М. Гладкова